# Хилдеха
Хилдеха, Хилдехарой мохк (чечен. Хилдехьа) — историческая область Чечни. Расположена на юго-западе Чечни. Ныне территория входит в Итум-Калинский район Чечни. Территория исторического проживания чеченского тайпа Хилдехарой.

## География
Область располагается по правому берегу Чанты-Аргуна — в бассейне ЦӀийлахойн эрк, граничило на востоке с Хьачара, на западе — с Майста, на севере — с Терлой-Мохк и на юге — с Цовата (север Тушетией, Грузия).

## История
Название хилдехаройцы переводится как зареченские. Внутри общества выделялись гары: чечен. керистахой, чечен. люнгихой, чечен. пкъиерой, чечен. саканхой, чечен. цӀийлахой, чечен. хьенгихой. Последние, согласно преданиям, являлись «самыми сильными» и регулировали общественную жизнь хилдехаройцев. За пределами общества (тайпа) все они представляли себя как хилдехьарой. Деление на мелкие этнические единицы, как обычно, наблюдалось во всех обществах, имело значение только внутри общества.
Хилдехаройцы самыми последними расстались с христианством и последними приняли новую религию — ислам. До наших дней здесь, на л. б. п. пр. Аргун (чечен. ЧӀаьнтийн Орга) — чечен. ЦӀийлахойн эрк, по-над руинами древнего аула Корхой (чечен. Кхурие) сохранилась Священная роща. Она поднимается треугольником по склону горы чечен. ТӀуйлийн лам, окаймляемая двумя стремительными речушками чечен. Хьеран эрк и чечен. БӀосташ Ӏин. Священная роща состоит из сосны (ез) — священного дерева богини чечен. Маьлха Аьзни (Изида).

## Населённые пункты
- Корхой (чечен. Кхурие)[2]
- Цийлахо (чечен. ЦӀийлахо)[2]
- Саканахо (чечен. Саканахо)[3]
- Дюрчание (чечен. Дуьрчание)[3]
- Люнки (чечен. Луьнки)[3]
- Керистие (чечен. Керистие)[3]
- Пуожах (чечен. Пуожах)[3]
- Пуожапхьаруо (чечен. Пуожапхаруо)[3]
- Горст (чечен. Горст)[3]
- Чамга (чечен. ЧамгӀа)[3]
- Тюйли (чечен. ТӀуьйли)[3]
- Мецех чу (чечен. Мецех чу)[3]
- Хянгахуо, Хянга (чечен. Хьаьнгахуо, Хьаьнга)[3]